# Théophile Aube
Hyacinthe Laurent Théophile Aube, född den 26 november 1826, död den 31 december 1890, var en fransk viceamiral.
Aube blev officer vid marinen 1840, deltog 1870 i Bourbakis tåg, var 1879-81 guvernör på Martinique och blev 1880 konteramiral och chef för torpedväsendet, vilket han som marinminister 1886-87 utvecklade. Aube utgav Un nouveau droit maritime international (1875) och Entre deux campagnes. Notes d'un marin (1881).